# Tábor-Měšice (železniční zastávka)
Tábor-Měšice je železniční zastávka ve městě Tábor ležící v km 66,968 trati Tábor – Horní Cerekev. Zastávka byla slavnostně otevřena dne 8. prosince 2017.

## Provozní informace
Zastávka má jedno vnější nástupiště o délce 60 metrů, nástupní hrana je ve výšce 550 mm nad temenem kolejnice. Informování cestujících zajišťuje rozhlas, který ovládá výpravčí DOZ z Pelhřimova. Zastávka je osvětlena čtyřmi stožáry s LED svítidly odvládanými fotobuňkou. V zastávce není možnost zakoupení si jízdenky a trať procházející zastávkou není elektrizovaná. Provozuje ji Správa železnic.

## Doprava
Zastavují zde pouze osobní vlaky, které jezdí trasu Tábor – Horní Cerekev – Jihlava (– Dobronín).

## Historie
Původní zastávka Měšice u Tábora byla umístěna přibližně v km 66,4 u křížení trati se silnicí vedoucí do Turovce a do Zárybničné Lhoty. Zastávka byla zrušena během stavby přivaděče k budoucí dálnici D3 koncem 80. let 20. století.[zdroj?]

## Tratě
Stanicí prochází tato trať:
- Tábor – Horní Cerekev